# 전동성당 사제관
전동성당 사제관(殿洞聖堂 司祭館)은 대한민국 전북특별자치도 전주시 완산구에 있는 일제강점기의 가톨릭 교회 건물이다. 2002년 4월 6일 전라북도의 문화재자료 제178호로 지정되었다.

## 개요
1926년에 신축하여 1931년에 축성한 르네상스 양식을 바탕으로 로마네스크 양식을 가미한 절충형 건물이다.
정면과 측면의 아치는 화강석의 초석과 기둥, 쇠시리형 벽돌을 사용한 주두와 조화를 이루며 난간은 십자형으로 공간을 띄운 무늬쌓기로 공간을 띄운 무늬쌓기로 정교하게 꾸몄고 지붕은 네곳 중앙에 도대창을 설치하여 아름다운 외관을 유지하고 있다.

## 같이 보기
- 전동성당 - 사적 제288호

## 참고 자료
- 전동성당사제관 - 국가유산청 국가유산포털